# Escuts i banderes del Camp de Túria
Els escuts i banderes del Camp de Túria són el conjunt de símbols que representen els municipis d'aquesta comarca.
En aquest article s'hi inclouen els escuts i les banderes oficialitzats per la Generalitat Valenciana i els que se van aprovar per l'administració de l'Estat abans de les transferències a la Generalitat Valenciana, així com altres que no han estat oficialitzats.

## Escuts oficials

Escut de Benaguasil Aprovat el 31 de gener de 1963.
Escut de Benissanó Aprovat el 18 de gener de 1999.
Escut de Llíria Rehabilitat el 19 de febrer de 2002.
Escut de Loriguilla Aprovat el 16 de juny de 1954.
Escut de Nàquera Aprovat el 18 de maig de 1972.
Escut de la Pobla de Vallbona Aprovat el 10 d'agost de 1976.
Escut de Riba-roja de Túria Aprovat el 8 de novembre de 1965.
Escut de Vilamarxant Aprovat el 22 de setembre de 1961.

## Escuts sense oficialitzar

Escut de Bétera[a]
Escut de Casinos
Escut de l'Eliana[b]
Escut de Gàtova
Escut de Marines
Escut d'Olocau
Escut de Sant Antoni de Benaixeve
Escut de Serra

Notes
1. ↑  L'escut oficial de Bétera fou aprovat el 25 de novembre de 1955,[9] però mai no ha estat usat per l'ajuntament, que n'utilitza un de diferent. Vegeu l'article Escut de Bétera.
2. ↑  L'escut oficial de l'Eliana fou aprovat el 29 de març de 1962,[10] però mai no ha estat usat per l'ajuntament, que n'utilitza un de diferent. Vegeu l'article Escut de l'Eliana.

## Banderes oficials

Bandera de Benissanó Aprovada el 14 de maig de 2002.

## Banderes sense oficialitzar

Bandera de Bétera
Bandera de Nàquera
Bandera de Serra